# Битва при Мекаде (1465)
Битва при Мекаде произошла в июле 1465 года между албанским войском Скандербега и османской армией Баллабана Бадеры. Скандербег вел войну против Османской империи в течение более чем двух десятилетий, и охридский санджакбей Баллабан Бадера был османским полководцем албанского происхождения, который был завербован через систему девширме. Баллабан планировал застать лагерь Скандербега врасплох, когда тот будет в отъезде. Однако Скандербег был предупрежден об этой хитрости и вместо этого окружил османский лагерь. Когда Баллабан Бадера приказал своей армии выйти, албанцы устроили засаду и разбили их. Баллабан Бадера вернулся через месяц и ещё через месяц, но оба раза потерпел поражение.

## Исторический фон
В апреле 1465 года этнический албанец и османский полководец Баллабан Бадера, санджакбей Охрида, потерпел первое поражение в битве при Вайкале от Скандербега. Скандербег вел войну против Османской империи уже более двадцати лет. Баллабан пользовался доверием султана Мехмеда II Фатиха, который видел, что коренной албанец был бы полезен для победы над албанским восстанием . Назначение Баллабана Бадеры было рассчитанным актом социальной революции, побуждающим других албанцев присоединиться к османской армии. В июле 1465 года султан Мехмед Завоеватель назначил Баллабана командующим османской армии, с которой он должен был вторгнуться в Албанию.

## Кампания
Перед походом Баллабан Бадера преподнес Скандербегу дорогие подарки. Скандербег ответил тем, что прислал Баллабану кирку и плуг, чтобы напомнить ему о своем крестьянском происхождении . Баллабан, в обмен на полученный дар, старался закончить поход как можно быстрее. Баллабан попытался подкупить албанский лагерь в Мекаде, недалеко от Ораника, но Скандербег, который был дальше на севере, был предупрежден о передвижениях противника и вернулся, чтобы сражаться с Баллабаном. Скандербег выступил маршем через Охрид . Баллабан не знал о возвращении Скандербега и все ещё готовился к нападению. Скандербег окружил османскую армию в Мекаде, и когда Баллабан Бадера отдал приказ атаковать его, он сам уже находился в окружении. С одной стороны, на них напала албанская кавалерия, а с другой — итальянские добровольцы.

## Последствия
Албанцы одержали решительную победу. Турецкие штандарты попали в руки албанцев, и немногие турки-османы смогли спастись. Баллабан Бадера вернулся в Стамбул, и Мехмед II назначил его главнокомандующим 20-тысячной армии, которая была вновь разбита Скандербегом в июле 1465 года . В августе Баллабан начал свою самую крупную кампанию против Албании. Османская армия состояла всего из 40 000 человек, но и она была разбита Скандербегом. Однако в следующем году османский султан Мехмед II Фатих развязал тотальную войну против Албанию, полностью опустошив страну и осадив Крую.